# Ольборгская хартия
Хартия европейских устойчивых городов на пути к устойчивому развитию, также известная по месту принятия как Ольборгская хартия (1994), представляет собой инициативу по обеспечению устойчивости городской среды, одобренную участниками первой Европейской конференции по устойчивым городам. Она была вдохновлена планом местной повестки дня на XXI век Саммита Земли в Рио-де-Жанейро и была разработана в качестве вклада в Программу действий Европейского союза по охране окружающей среды «На пути к устойчивому развитию».
Хартия основана на идее консенсуса отдельных лиц, муниципалитетов, неправительственных, государственных и международных организаций и научных учреждений.
Хартию подписали около 2700 местных органов власти из более чем 40 стран. Это привело к возникновению крупнейшего европейского движения подобного рода.
Хартия состоит из трех взаимосвязанных частей. Часть 1 — это консенсусная декларация европейских устойчивых городов и поселков поселков на пути к устойчивому развитию. Часть 2 касается создания Европейской кампании «Устойчивые города». Часть 3 — это декларация о намерениях, согласно которой местные органы власти будут стремиться участвовать в местных процессах Повестки дня на XXI век.

## Ольборгские обязательства
Спустя десять лет после опубликования Ольборгской хартии в Ольборге состоялась 4-я Европейская конференция по устойчивому развитию городов (2004).
Целью конференции было выработать общее понимание устойчивого развития и, как следствие, разработать документ для использования на местном уровне, который позволил бы лучше сформулировать, как внедрять концепцию устойчивого развития на местном уровне по различным сферам деятельности. По согласованию участников, включая такие организации, как Ассоциация городов и регионов по переработке отходов (ACRR), Климатический альянс, Совет европейских муниципалитетов и регионов (CEMR), Energie Cités, EUROCITIES, ICLEI Местные органы власти за устойчивое развитие, Medcities, Союз городов Балтии (UBC) и Всемирная организация здравоохранения (ВОЗ) — «Здоровые города», Ольборгские обязательства были согласованы и к настоящему времени подписаны более чем 700 мэрами со всей Европы.
Обязательства охватывают 10 сфер: руководство (англ. Governance), городское управление (англ. Urban management), природные общие блага, ответственное потребление, планирование и дизайн, лучшая мобильность, действия на местном уровне в интересах здравоохранения, устойчивая местная экономика, социальное равенство и справедливость, от локального к глобальному/